# Arquidiócesis de Chapecó
La arquidiócesis de Chapecó (en latín: Archidioecesis Xapecoënsis y en portugués: Arquidiocese de Chapecó) es una circunscripción eclesiástica de la Iglesia católica en Brasil. Se trata de una arquidiócesis latina, sede metropolitana de la provincia eclesiástica de Chapecó. Desde el 5 de noviembre de 2024 su arzobispo es Odelir José Magri, de los combonianos. 

## Territorio y organización
La arquidiócesis tiene 15 663 km² y extiende su jurisdicción sobre los fieles católicos de rito latino residentes en 80 municipios del estado de Santa Catarina: Abelardo Luz, Águas de Chapecó, Águas Frias, Anchieta, Arvoredo, Bandeirante, Barra Bonita, Belmonte, Bom Jesus, Bom Jesus do Oeste, Caibi, Campo Erê, Caxambu do Sul, Chapecó, Cordilheira Alta, Coronel Freitas, Coronel Martins, Cunha Porã, Cunhataí, Descanso, Dionísio Cerqueira, Entre Rios, Faxinal dos Guedes, Flor do Sertão, Formosa do Sul, Galvão, Guaraciaba, Guarujá do Sul, Guatambú, Iporã do Oeste, Ipuaçu, Ipumirim, Iraceminha, Irati, Itá, Itapiranga, Jardinópolis, Jupiá, Lajeado Grande, Maravilha, Marema, Modelo, Mondaí, Nova Erechim, Nova Itaberaba, Novo Horizonte, Ouro Verde, Paial, Palma Sola, Palmitos, Paraíso, Pinhalzinho, Planalto Alegre, Princesa, Quilombo, Riqueza, Romelândia, Saltinho, Santa Helena, Santa Terezinha do Progresso, Santiago do Sul, São Bernardino, São Carlos, São Domingos, São João do Oeste, São José do Cedro, São Lourenço do Oeste, São Miguel da Boa Vista, São Miguel do Oeste, Saudades, Seara, Serra Alta, Sul Brasil, Tigrinhos, Tunápolis, União do Oeste, Vargeão, Xanxerê, Xavantina y Xaxim.
La sede de la arquidiócesis se encuentra en la ciudad de Chapecó, en donde se halla la Catedral de San Antonio de Padua.
La arquidiócesis tiene como sufragáneas a las diócesis de Caçador, Joaçaba y Lages.
En 2021 en la entonces diócesis existían 46 parroquias agrupadas en 9 regiones pastorales: São Miguel do Oeste, Itapiranga, Campo Erê, Chapecó, Seara, Palmitos, Xanxerê, Quilombo y Pinhalzinho.

## Historia
La diócesis fue erigida el 14 de enero de 1958 mediante la bula Quoniam venerabilis del papa Pío XII, obteniendo el territorio de la diócesis de Lages y de la prelatura territorial de Palmas (hoy diócesis de Palmas-Francisco Beltrão).
El 12 de junio de 1975 cedió una parte de su territorio para la erección de la diócesis de Joaçaba mediante la bula Quo aptius del papa Pablo VI.
El 5 de noviembre de 2024 fue elevada al rango de sede metropolitana por el papa Francisco.

## Estadísticas
Según el Anuario Pontificio 2022 la entonces diócesis tenía a fines de 2021 un total de 601 829 fieles bautizados.
| Año                                                                             | Población            | Población | Población      | Sacerdotes | Sacerdotes    | Sacerdotes    | Bautizados por sacerdote | Diáconos permanentes | Religiosos | Religiosos | Parroquias |
| Año                                                                             | Bautizados católicos | Total     | % de católicos | Total      | Clero secular | Clero regular | Bautizados por sacerdote | Diáconos permanentes | Varones    | Mujeres    | Parroquias |
| ------------------------------------------------------------------------------- | -------------------- | --------- | -------------- | ---------- | ------------- | ------------- | ------------------------ | -------------------- | ---------- | ---------- | ---------- |
| 1959                                                                            | 230 000              | 260 000   | 88.5           | 52         | 9             | 43            | 4423                     |                      | 43         | 126        | 25         |
| 1966                                                                            | 364 073              | 402 794   | 90.4           | 77         | 21            | 56            | 4728                     |                      | 101        | 321        | 30         |
| 1967                                                                            | ?                    | 430 600   | ?              | 83         | 25            | 58            | ?                        |                      | 58         | 329        | 32         |
| 1974                                                                            | 534 060              | 593 430   | 90.0           | 80         | 29            | 51            | 6675                     |                      | 90         | 180        | 37         |
| 1979                                                                            | 571 561              | 613 561   | 93.2           | 82         | 29            | 53            | 6970                     | 2                    | 80         | 215        | 41         |
| 1999                                                                            | 501 609              | 742 646   | 67.5           | 78         | 47            | 31            | 6430                     | 1                    | 48         | 163        | 40         |
| 2000                                                                            | 630 000              | 730 000   | 86.3           | 72         | 44            | 28            | 8750                     | 1                    | 51         | 136        | 40         |
| 2001                                                                            | 590 000              | 692 014   | 85.3           | 74         | 44            | 30            | 7972                     |                      | 63         | 145        | 40         |
| 2002                                                                            | 500 000              | 700 000   | 71.4           | 68         | 39            | 29            | 7352                     |                      | 58         | 117        | 40         |
| 2003                                                                            | 500 000              | 698 423   | 71.6           | 73         | 40            | 33            | 6849                     |                      | 74         | 135        | 40         |
| 2004                                                                            | 500 000              | 698 423   | 71.6           | 78         | 42            | 36            | 6410                     |                      | 98         | 156        | 46         |
| 2006                                                                            | 593 000              | 715 000   | 82.9           | 84         | 48            | 36            | 7059                     |                      | 64         | 161        | 40         |
| 2013                                                                            | 635 000              | 772 000   | 82.3           | 85         | 52            | 33            | 7470                     |                      | 61         | 162        | 40         |
| 2016                                                                            | 652 000              | 800 839   | 81.4           | 77         | 52            | 25            | 8467                     |                      | 46         | 105        | 40         |
| 2019                                                                            | 597 876              | 755 554   | 79.1           | 80         | 54            | 26            | 7473                     |                      | 44         | 90         | 40         |
| 2021                                                                            | 601 829              | 824 320   | 73.0           | 77         | 51            | 26            | 7815                     |                      | 44         | 70         | 46         |
| Fuente: Catholic-Hierarchy, que a su vez toma los datos del Anuario Pontificio. |                      |           |                |            |               |               |                          |                      |            |            |            |

## Episcopologio
- José Thurler † (12 de febrero de 1959-22 de marzo de 1962 renunció[nota 1])
- Wilson Laus Schmidt † (18 de mayo de 1962-22 de enero de 1968 renunció[nota 2])
- José Gomes † (16 de julio de 1968-28 de octubre de 1998 retirado)
- Manoel João Francisco (28 de octubre de 1998-26 de marzo de 2014 nombrado obispo de Cornélio Procópio)
- Odelir José Magri, M.C.C.I., desde el 3 de diciembre de 2014